# Киргистан на Светском првенству у атлетици на отвореном 2019.
Киргистан је учествовао на 17. Светском првенству у атлетици на отвореном 2019. одржаном у Дохи од 27. септембра до 6. октобра четрнаести пут, односно учествовао је под данашњим именом на свим првенствима од 1993. до данас. Репрезентацију Киргистана представљала су 2 такмичара (1 мушкарац и 1 жена) који су се такмичили у 2 дисциплине (1 мушка и 1 женска). , 
На овом првенству такмичари Киргистана нису освојили ниједну медаљу нити су остварили неки резултат.

## Учесници
| Мушкарци: - Мусулман Дзхоломанов — 1.500 м | Жене: - Марија Коробитскаја — Маратон |

## Резултати

### Мушкарци
| Атлетичар            | Дисциплина | Лични рекорд | Квалификације | Квалификације | Полуфинале           | Полуфинале           | Финале               | Финале       | Детаљи |
| Атлетичар            | Дисциплина | Лични рекорд | Резултат      | Место         | Резултат             | Место                | Резултат             | Место        | Детаљи |
| -------------------- | ---------- | ------------ | ------------- | ------------- | -------------------- | -------------------- | -------------------- | ------------ | ------ |
| Мусулман Дзхоломанов | 1.500 м    | 3:44,19      | 3:45,07       | 12. у гр. 2   | Није се квалификовао | Није се квалификовао | Није се квалификовао | 38 / 43 (45) |        |

### Жене
| Атлетичарка         | Дисциплина | Лични рекорд | Квалификације | Квалификације | Полуфинале | Полуфинале | Финале             | Финале             | Детаљи |
| Атлетичарка         | Дисциплина | Лични рекорд | Резултат      | Место         | Резултат   | Место      | Резултат           | Место              | Детаљи |
| ------------------- | ---------- | ------------ | ------------- | ------------- | ---------- | ---------- | ------------------ | ------------------ | ------ |
| Марија Коробитскаја | Маратон    | 2:34:50      |               |               |            |            | Није завршила трку | Није завршила трку |        |